# Syzygium lewisii
Syzygium lewisii är en myrtenväxtart som beskrevs av Arthur Hugh Garfit Alston. Syzygium lewisii ingår i släktet Syzygium och familjen myrtenväxter.
Artens utbredningsområde är Sri Lanka. Inga underarter finns listade i Catalogue of Life.